# Mesosemia coea
Mesosemia coea är en fjärilsart som beskrevs av Jacob Hübner 1816. Mesosemia coea ingår i släktet Mesosemia och familjen Riodinidae. Inga underarter finns listade i Catalogue of Life.